# Кукдала
Кукдала (узб. Koʻkdala  / Кўкдала) — посёлок городского типа, расположенный на территории Чиракчинского района Кашкадарьинской области Республики Узбекистан.
Статус посёлка городского типа с 2009 года.